# Краљичино брдо
Краљичино брдо или Краљичино гумно је брдо 385 мнв, на 1,9 км источно од планине Груаљ (543 мнв). Припада засеоку Плане, у североисточном делу села Чечава, у општини Теслић, на граници са општином Прњавор. Брдо је удаљено 47.8 км вазд. линије од Бање Луке, и налази се у Републици Српској. На њему је раскрсница старих караванских путева, који се рачвају на четири стране:
- Ступљански пут за заселак Ступу и село Осредак
- пут преко Миладића брда (441 мнв) за Чечаву
- Поповски пут за Кулаше
- пут преко Груаља за Г. Вијачане и Шњеготину

Док је североисточна страна брда опасана густом шумом, врх брда је још некада давно раскрчен, због чега се са Краљичиног брда пружа одличан видик на све стране. Кажу да се за добре видљивости некад видео пламен рафинеријске бакље у Броду. Данас се на брду налазе њиве и кућиште породице Јотановић, једне од најбројнијих породица у Чечави, која се једном давно доселила из Црне Горе, бежећи преко Херцеговине, од најезде Турака.

## Предања и записи
Свештеник Стојан (Ђорђе) Станковић (Чечава, 16. априла 1899 — ) је по сећању из прича и ранијих забелешки својих предака, а некад и сам, као сведок, од 1933. године водио „Љетопис парохије Чечавске“. На тај начин оставио је значајан историјски запис о догађајима, обичајима, личностима и предањима из овог краја. У летопису се, између осталог, налази и његов запис о Краљичином брду:
Читао сам у неком часопису (сад се не сјећам којем) следеће: кад се женио Бан, послао је свог војводу (ваљда Гргура) да му доведе „невјесту“ а као протууслугу за то дао му је „на уживање“ село Чечаву у области Усорској. Уживалац Чечаве позвао је Баницу у госте те је наредио да се на највишем вису у Чечави исијече шума у облику гувна (армана) да са тог мјеста Баница види своју бановину. По имену „Краљица“ то мјесто се назва „Краљичино гувно“ – а са њега се види све до Саве. Лијево и десно отвара се један диван хоризонт докле год очи виде.— Стојан (Ђорђе) Станковић
Међутим свештеник Станковић у својим сећањима није поменуо име бана, нити је био сигуран око имена уживаоца села, али веровао је да се ради о војводи Гргуру, коме је бан Стефан II Котроманић, повељом из 1323. године, доделио пет села, међу њима и село Чечаву, јер му је овај верно испунио задатак::
Тој му дамо за његову вирну службу тада - када га посласмо прид нашими властели по госпоју, по моју, Цару Бу (га) рскому. И у том нам послужи право и вирно.— Стефан II Котроманић
У летопису, није поменуто ни име банице (народне краљице), но имајући у виду предања мештана Чечаве у којима је помињана „краљица Јерина“, а знајући да је бан Стефан II Котроманић склопио свој трећи брак 1323 са женом Јелисаветом, ћерком Кујавског војводе Казимира III, истовремено рођакам угарске краљице, жене Карла Роберта, на чијем двору је живела, сматрао је да је врло могуће да их је најкраћи пут водио управо преко поменутог брда, приликом проласка њених сватова из Угарске за Босну.
Такође, из ранијих записа свештеника Јеврема Станковића (Чечава, 7. марта 1855. — Чечава, 11. маја 1916) у часопису Босанска вила може се видети следећи помен Краљичиног гувна:
Чуо сам од покојнога попа Стојана, да је краљ босански Стеван Томашевић имао своје летње дворе у тој градини, и да је највише његова краљица ту у љету становала. Краљ је имао туда земље, на којој су његове слуге сијале шеницу и друга жита. У шуми Чавки на по друг сахата од градине има једно место, те се зове „Краљичино гувно“ (арман) где је та иста краљица вршила шеницу. Свуда су биле њиве око тога гувна, а данас је шума, само где је гувно, ту је окрчена њива. Гувно се и данас добро познаје; колико је било велико, могао би на њему овршити 200 осмака шенице. Близу Краљичина гувна у по шуме Чавке имају једне стране, које се зову Виноградине.— Јеврем Станковић (16. јануар 1887)
Овај запис Јеврем Станковић направио је на основу причања свога деде, попа Стојана Станковића (умро 28. јуна 1884. у Чечави), најстаријег претка из породице Станковић, за кога се није знало одакле тачно потиче, јер о томе никад није желео да прича, нити је сачуван тачан датум рођења, али који је учинио много за цео крај. У свом тексту о Чечави, Јеврем помиње гумно (арман) на врху брда, на коме је „краљица“, жена Стефана Томашевића и сама обављала вршење пшенице, јер је у суседном селу Укриници на брду Градини (334 мнв) имала свој летњи дворац. По старом обичају гумно је био простор на коме се обављала вршидба, тако што се жито постављало на равну површину, специјално предвиђену у ту сврху, обично на месту на коме је дувао ветар и где се пшеница млатила или утабавала гажњем или су преко ње газили коњи, како би се издвојило зрно од сламе.